# الألعاب العسكرية الدولية
الألعاب العسكرية الدولية هي حدث رياضي عسكري دولي سنوي تنظمه وزارة الدفاع الروسية . ويشارك في هذا الحدث، الذي أقيم لأول مرة في أغسطس/آب 2015، ما يقرب من 30 دولة تتنافس في عشرات المسابقات على مدى أسبوعين لإثبات من هو الأكثر مهارة.  تمت الإشارة إلى الألعاب باسم الألعاب الأولمبية العسكرية.  بالإضافة إلى المنافسة، تشمل الألعاب العسكرية الدولية، محطة تجنيد ، ومتاجر للهدايا التذكارية. 

الدول المشاركة في الألعاب العسكرية الدولية 2019

## صور

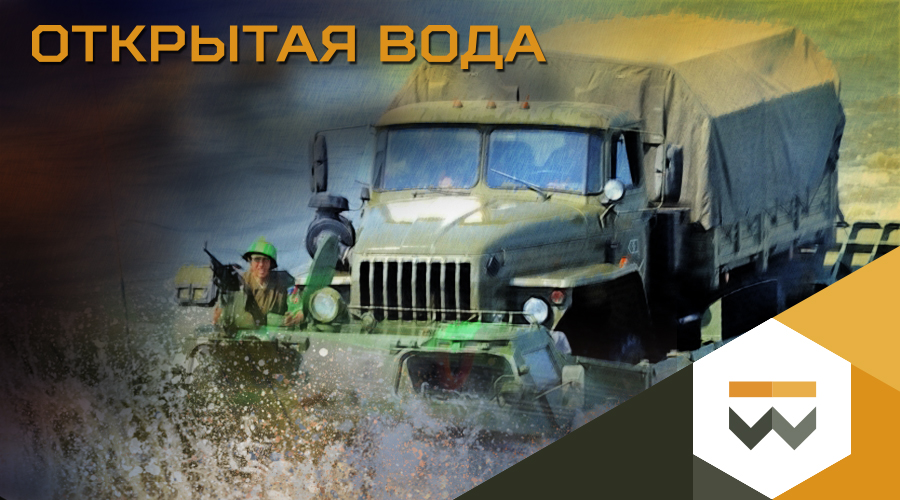
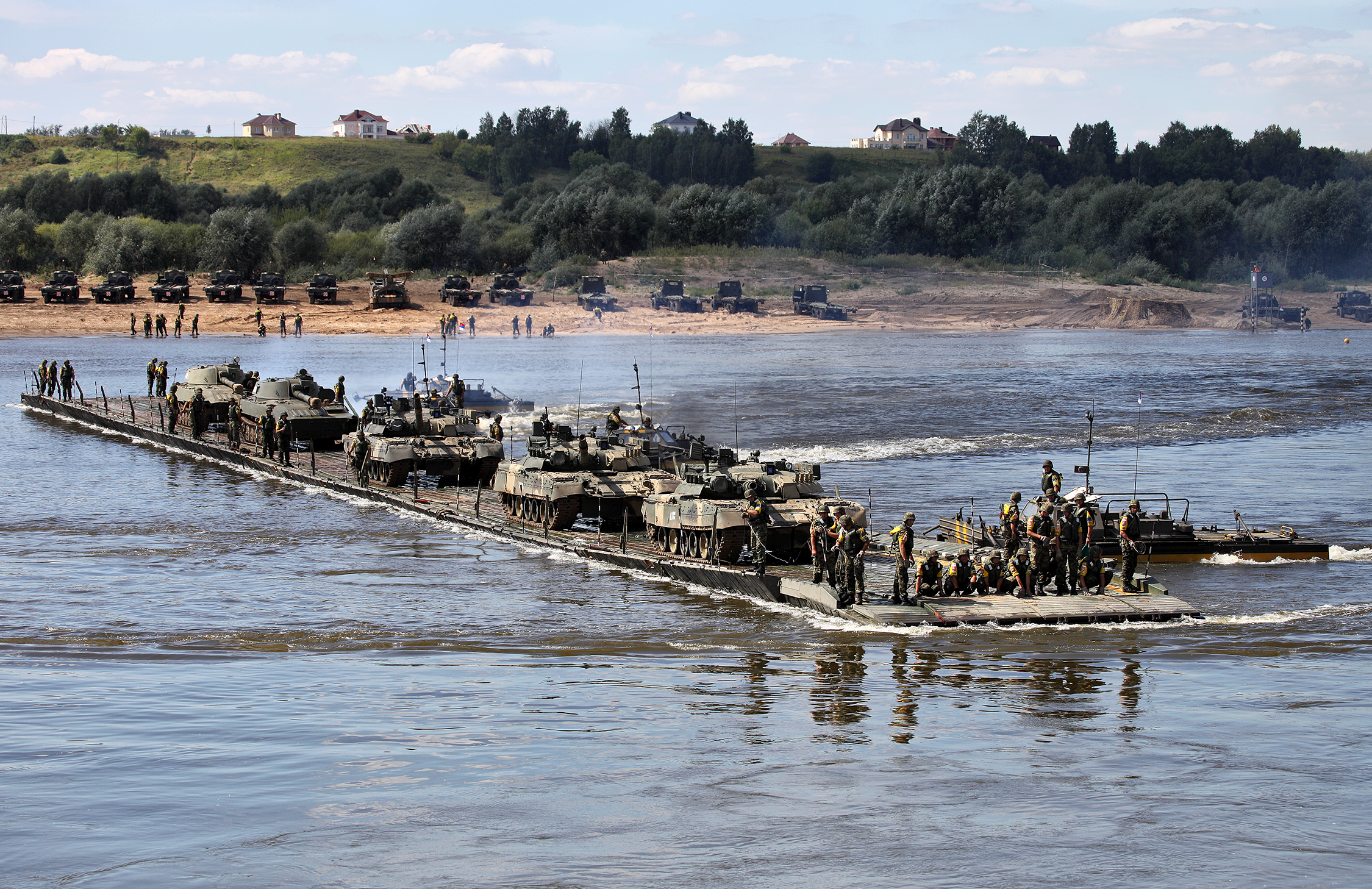
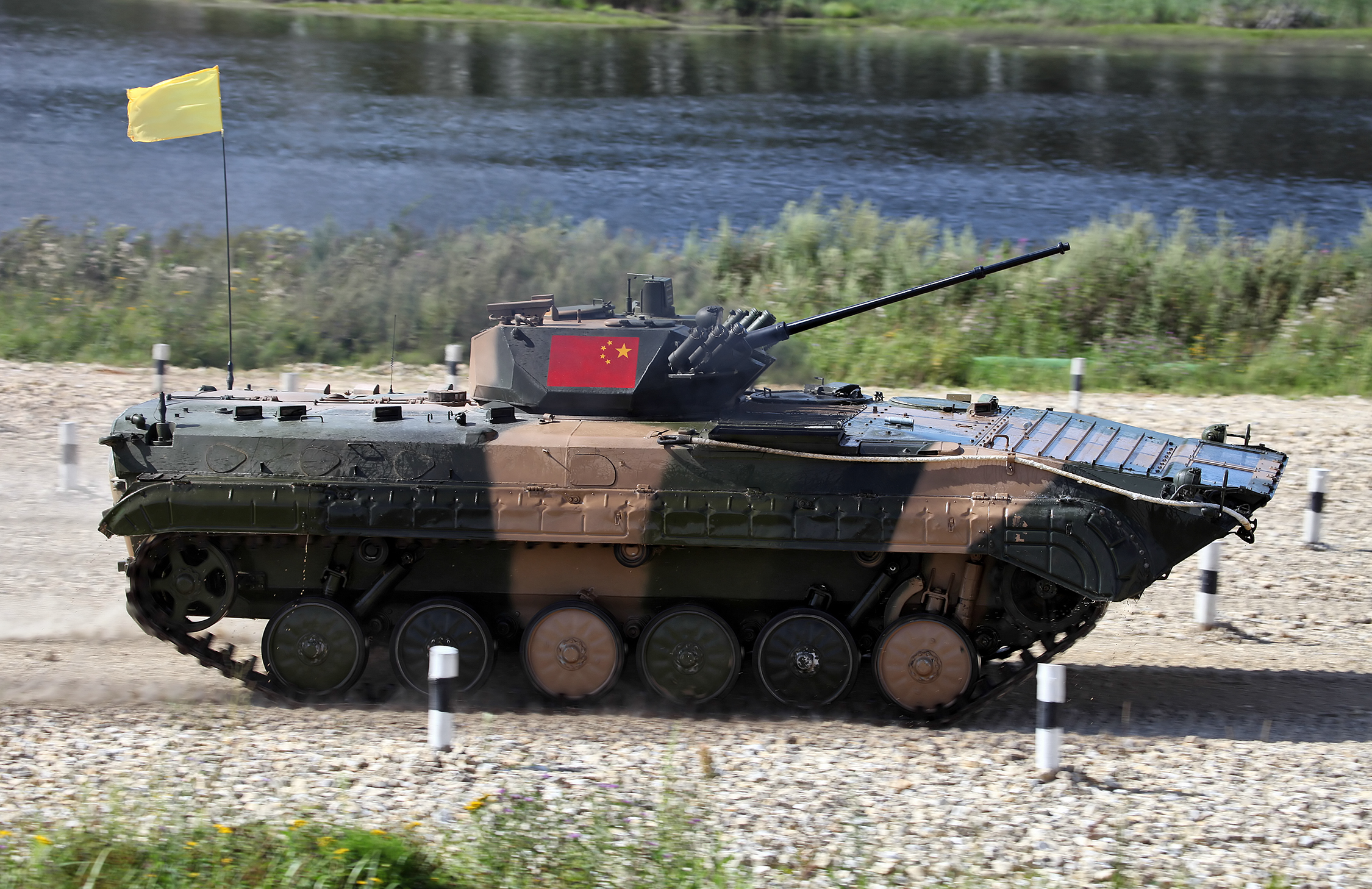
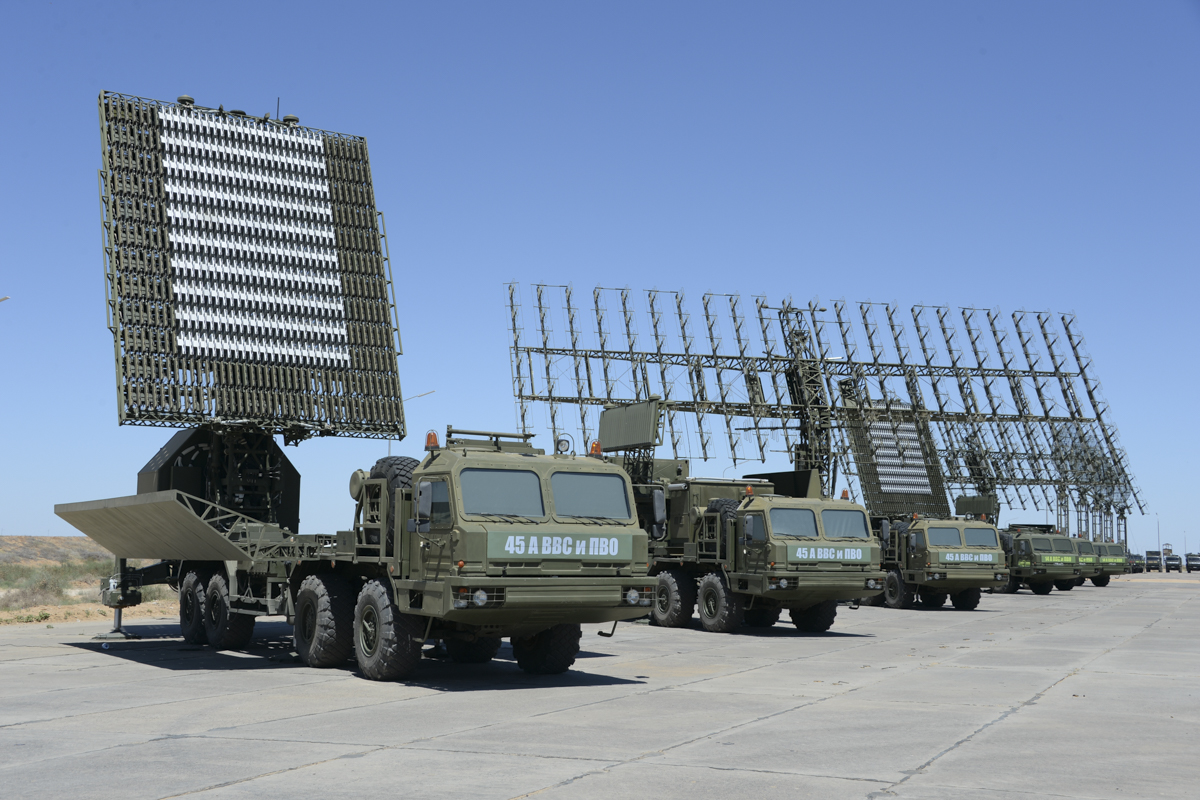
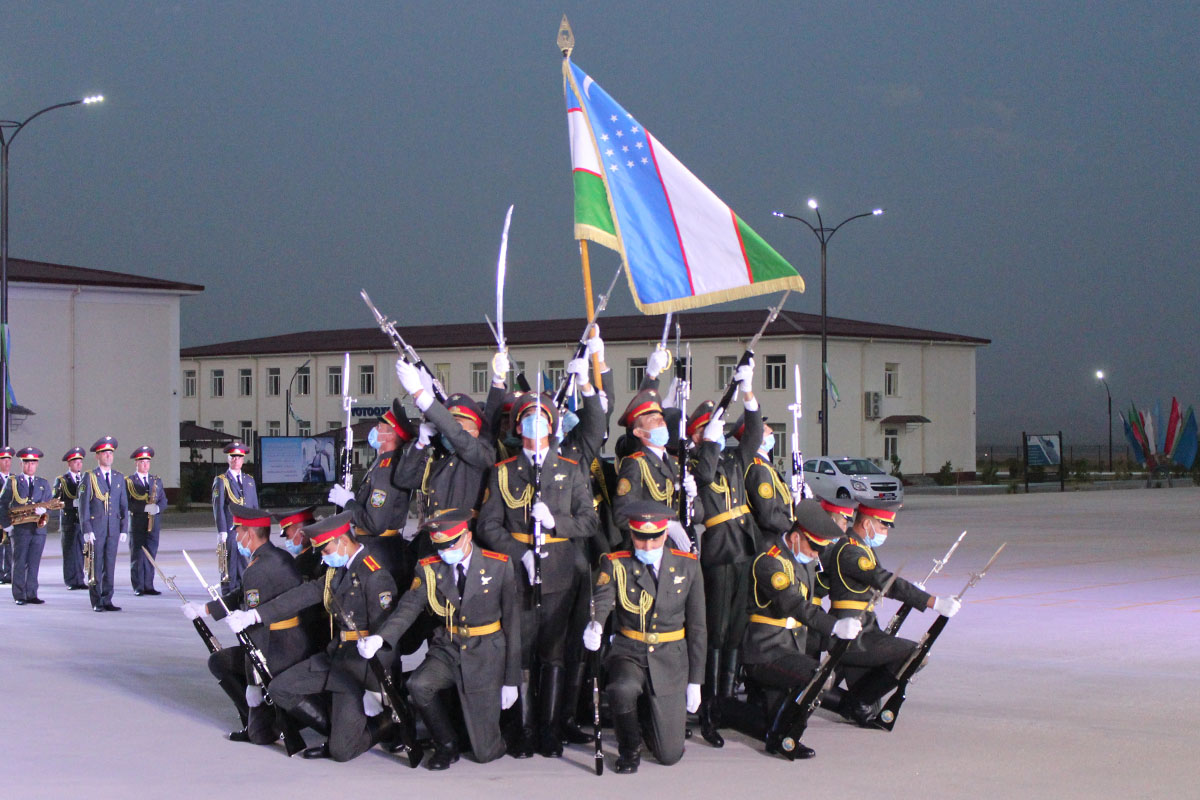
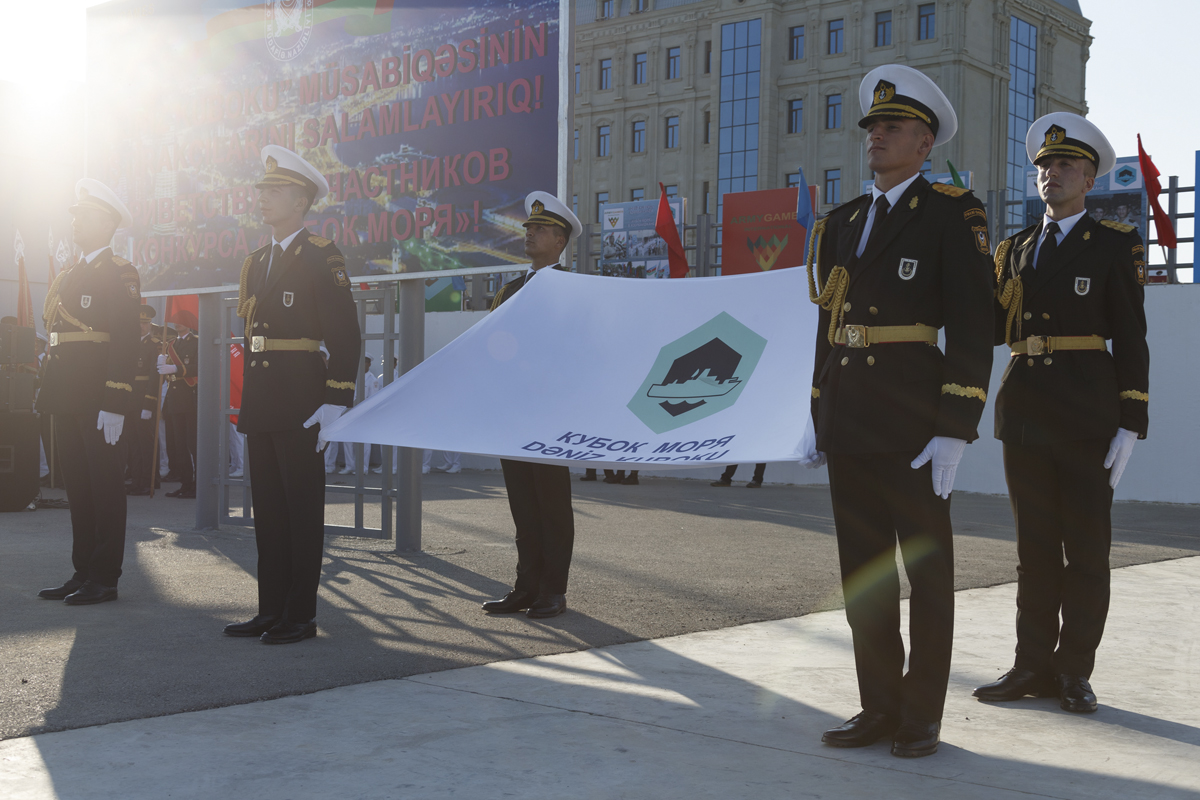